# Temporada da ATP de 2012
A temporada da ATP de 2012 foi o circuito masculino dos tenistas profissionais de elite para o ano em questão. A Associação de Tenistas Profissionais (ATP) organiza a maioria dos eventos – os ATP World Tour Masters 1000, ATP World Tour 500, os ATP World Tour 250, o de fim de temporada (ATP Finals) e a World Team Cup, enquanto que a Federação Internacional de Tênis (ITF) tem os torneios do Grand Slam, o evento tenístico dos Jogos Olímpicos, a Copa Davis e a Copa Hopman.

## Calendário

### Países
| Torneios | País(es)                                                                                        | País(es)                                                                                      |
| -------- | ----------------------------------------------------------------------------------------------- | --------------------------------------------------------------------------------------------- |
| 13       | Estados Unidos                                                                                  | Estados Unidos                                                                                |
| 7        | França                                                                                          | França                                                                                        |
| 5        | Alemanha                                                                                        | Grã-Bretanha                                                                                  |
| 4        | Austrália                                                                                       | Austrália                                                                                     |
| 3        | Espanha                                                                                         | Espanha                                                                                       |
| 2        | Áustria · China · Croácia · Países Baixos                                                       | Rússia · Suíça · Suécia                                                                       |
| 1        | Argentina · Brasil · Canadá · Catar · Chéquia · Chile · Emirados Árabes Unidos · Índia · Itália | Japão · Malásia · Marrocos · México · Nova Zelândia · Portugal · Roménia · Sérvia · Tailândia |

### Mês a mês

#### Legenda
Abaixo estão exemplos, com explicações usando o elemento dica de contexto. Basta passar o cursor sobre cada linha pontilhada para lê-las.
| Semana de                   | Torneio                                                                                        | Campeã(s)(o/ões)            | Vice-campeã(s)(o/ões)     | Resultado            |
| --------------------------- | ---------------------------------------------------------------------------------------------- | --------------------------- | ------------------------- | -------------------- |
| 16 de janeiro 23 de janeiro | Australian Open · Melbourne, Austrália · Grand Slam · A$ 12.176.550 – duro – 128S•96Q•64D•32DM | jogador(a) 1                | jogador(a) 2              | 7–61, 4–6, 7–6(10–6) |
| 16 de janeiro 23 de janeiro | Australian Open · Melbourne, Austrália · Grand Slam · A$ 12.176.550 – duro – 128S•96Q•64D•32DM | jogador(a) 3 · jogador(a) 4 | jogador(a) 5 jogador(a) 6 | 4–6, 6–4, [11–9]     |
| 16 de janeiro 23 de janeiro | Australian Open · Melbourne, Austrália · Grand Slam · A$ 12.176.550 – duro – 128S•96Q•64D•32DM | jogadora 7 jogador 8        | jogadora 9 jogador 10     | 6–2, 4–6, [10–3]     |

| Casos excepcionais | Premiação               | Grand Slam | Grand Slam | Grand Slam |
| Casos excepcionais | Premiação               | Variável   |            |            |
| Casos excepcionais | Número de participantes | QD         | E          |            |
| Casos excepcionais | Ordenação dos torneios  |            |            |            |

| Ícones | Clicável      |                                        |                                           |
| Ícones | Clicável      | edição do torneio                      |                                           |
| Ícones | Não-clicáveis |                                        | primeiro título conquistado na modalidade |
| Ícones | Não-clicáveis | o(a) jogador(a)/país defendeu o título |                                           |

#### Janeiro
| Semana de                   | Torneio | Campeã(s)(o/ões)                                | Vice-campeã(s)(o/ões)                     | Resultado                |
| --------------------------- | --- | ----------------------------------------------- | ----------------------------------------- | ------------------------ |
| 2 de janeiro                | Brisbane International Brisbane, Austrália ATP World Tour 250 US$ 434.250 – duro – 32S•32Q•16D                          | Andy Murray                                     | Alexandr Dolgopolov                       | 6–1, 6–3                 |
| 2 de janeiro                | Brisbane International Brisbane, Austrália ATP World Tour 250 US$ 434.250 – duro – 32S•32Q•16D                          | Max Mirnyi Daniel Nestor                        | Jürgen Melzer Philipp Petzschner          | 6–1, 6–2                 |
| 2 de janeiro                | Aircel Chennai Open Chenai, Índia ATP World Tour 250 US$ 398.250 – duro – 28S•32Q•16D                                   | Milos Raonic                                    | Janko Tipsarević                          | 46–7, 7–64, 7–64         |
| 2 de janeiro                | Aircel Chennai Open Chenai, Índia ATP World Tour 250 US$ 398.250 – duro – 28S•32Q•16D                                   | Leander Paes · Janko Tipsarević                 | Jonathan Erlich Andy Ram                  | 6–4, 6–4                 |
| 2 de janeiro                | Qatar ExxonMobil Open Doha, Catar ATP World Tour 250 US$ 1.024.000 – duro – 32S•32Q•16D                                 | Jo-Wilfried Tsonga                              | Gaël Monfils                              | 7–5, 6–3                 |
| 2 de janeiro                | Qatar ExxonMobil Open Doha, Catar ATP World Tour 250 US$ 1.024.000 – duro – 32S•32Q•16D                                 | Filip Polášek · Lukáš Rosol                     | Christopher Kas Philipp Kohlschreiber     | 6–3, 6–4                 |
| 2 de janeiro                | Hyundai Hopman Cup Perth, Austrália Competição de curta duração entre países – mista A$ 1.000.000 – duro (coberto) – 8E | República Checa · Petra Kvitová · Tomáš Berdych | França · Marion Bartoli · Richard Gasquet | 2–0                      |
| 9 de janeiro                | Heineken Open Auckland, Nova Zelândia ATP World Tour 250 US$ 398.250 – duro – 28S•32Q•16D                               | David Ferrer                                    | Olivier Rochus                            | 6–3, 6–4                 |
| 9 de janeiro                | Heineken Open Auckland, Nova Zelândia ATP World Tour 250 US$ 398.250 – duro – 28S•32Q•16D                               | Oliver Marach Alexander Peya                    | František Čermák Filip Polášek            | 6–3, 6–2                 |
| 9 de janeiro                | Apia International Sydney Sydney, Austrália ATP World Tour 250 US$ 434.250 – duro – 28S•32Q•16D                         | Jarkko Nieminen                                 | Julien Benneteau                          | 6–2, 7–5                 |
| 9 de janeiro                | Apia International Sydney Sydney, Austrália ATP World Tour 250 US$ 434.250 – duro – 28S•32Q•16D                         | Bob Bryan Mike Bryan                            | Matthew Ebden Jarkko Nieminen             | 6–1, 6–4                 |
| 16 de janeiro 23 de janeiro | Australian Open Melbourne, Austrália Grand Slam A$ 11.806.550 – duro – 128S•128Q•64D•32DM                               | Novak Djokovic                                  | Rafael Nadal                              | 5–7, 6–4, 6–2, 56–7, 7–5 |
| 16 de janeiro 23 de janeiro | Australian Open Melbourne, Austrália Grand Slam A$ 11.806.550 – duro – 128S•128Q•64D•32DM                               | Leander Paes Radek Štěpánek                     | Bob Bryan Mike Bryan                      | 7–61, 6–2                |
| 16 de janeiro 23 de janeiro | Australian Open Melbourne, Austrália Grand Slam A$ 11.806.550 – duro – 128S•128Q•64D•32DM                               | Bethanie Mattek-Sands · Horia Tecău             | Elena Vesnina Leander Paes                | 6–3, 5–7, [10–3]         |
| 30 de janeiro               | Open Sud de France Montpellier, França ATP World Tour 250 € 450.000 – duro (coberto) – 28S•27Q•16D                      | Tomáš Berdych                                   | Gaël Monfils                              | 6–2, 4–6, 6–3            |
| 30 de janeiro               | Open Sud de France Montpellier, França ATP World Tour 250 € 450.000 – duro (coberto) – 28S•27Q•16D                      | Nicolas Mahut · Édouard Roger-Vasselin          | Paul Hanley Jamie Murray                  | 6–4, 7–64                |
| 30 de janeiro               | VTR Open Viña del Mar, Chile ATP World Tour 250 US$ 398.250 – saibro – 28S•32Q•16D                                      | Juan Mónaco                                     | Carlos Berlocq                            | 6–3, 16–7, 6–1           |
| 30 de janeiro               | VTR Open Viña del Mar, Chile ATP World Tour 250 US$ 398.250 – saibro – 28S•32Q•16D                                      | Frederico Gil · Daniel Gimeno-Traver            | Pablo Andújar Carlos Berlocq              | 1–6, 7–5, [12–10]        |
| 30 de janeiro               | PBZ Zagreb Indoors Zagreb, Croácia ATP World Tour 250 € 398.250 – duro (coberto) – 32S•32Q•16D                          | Mikhail Youzhny                                 | Lukáš Lacko                               | 6–2, 6–3                 |
| 30 de janeiro               | PBZ Zagreb Indoors Zagreb, Croácia ATP World Tour 250 € 398.250 – duro (coberto) – 32S•32Q•16D                          | Marcos Baghdatis · Mikhail Youzhny              | Ivan Dodig Mate Pavić                     | 6–2, 6–2                 |

#### Fevereiro
| Semana de       | Torneio | Campeão(s)                                                                                     | Vice-campeão(s)                                                              | Resultado                   |
| --------------- | --- | ---------------------------------------------------------------------------------------------- | ---------------------------------------------------------------------------- | --------------------------- |
| 6 de fevereiro  | Copa Davis: primeira fase Oviedo, Espanha – saibro (coberto) Wiener Neustadt, Áustria – duro (coberto) Vancouver, Canadá – duro (coberto) Friburgo, Suíça – saibro (coberto) Ostrava, República Tcheca – duro (coberto) Niš, Sérvia – duro (coberto) Kobe, Japão – duro (coberto) Bamberg, Alemanha – saibro (coberto) Competição de longa duração entre países – 16E | · Espanha · Áustria · França · Estados Unidos · República Checa · Sérvia · Croácia · Argentina | · Cazaquistão · Rússia · Canadá · Suíça · Itália · Suécia · Japão · Alemanha | 5–0 3–2 4–1 5–0 4–1 3–2 4–1 |
| 13 de fevereiro | ABN AMRO World Tennis Tournament Roterdã, Países Baixos ATP World Tour 500 € 1.207.500 – duro (coberto) – 32S•16Q•16D | Roger Federer                                                                                  | Juan Martin del Potro                                                        | 6–1, 6–4                    |
| 13 de fevereiro | ABN AMRO World Tennis Tournament Roterdã, Países Baixos ATP World Tour 500 € 1.207.500 – duro (coberto) – 32S•16Q•16D | Michaël Llodra Nenad Zimonjić                                                                  | Robert Lindstedt Horia Tecău                                                 | 4–6, 7–5, [16–14]           |
| 13 de fevereiro | SAP Open San José, Estados Unidos ATP World Tour 250 US$ 531.000 – duro (coberto) – 28S•32Q•16D | Milos Raonic                                                                                   | Denis Istomin                                                                | 7–63, 6–2                   |
| 13 de fevereiro | SAP Open San José, Estados Unidos ATP World Tour 250 US$ 531.000 – duro (coberto) – 28S•32Q•16D | Mark Knowles Xavier Malisse                                                                    | Kevin Anderson Frank Moser                                                   | 6–4, 1–6, [10–5]            |
| 13 de fevereiro | Brasil Open São Paulo, Brasil ATP World Tour 250 US$ 475.300 – saibro (coberto) – 28S•30Q•16D | Nicolás Almagro                                                                                | Filippo Volandri                                                             | 6–3, 4–6, 6–4               |
| 13 de fevereiro | Brasil Open São Paulo, Brasil ATP World Tour 250 US$ 475.300 – saibro (coberto) – 28S•30Q•16D | Eric Butorac · Bruno Soares                                                                    | Michal Mertiňák André Sá                                                     | 3–6, 6–4, [10–8]            |
| 20 de fevereiro | Regions Morgan Keegan Championships Memphis, Estados Unidos ATP World Tour 500 US$ 1.155.000 – duro (coberto) – 32S•16Q•16D | Jürgen Melzer                                                                                  | Milos Raonic                                                                 | 7–5, 7–64                   |
| 20 de fevereiro | Regions Morgan Keegan Championships Memphis, Estados Unidos ATP World Tour 500 US$ 1.155.000 – duro (coberto) – 32S•16Q•16D | Max Mirnyi · Daniel Nestor                                                                     | Ivan Dodig Marcelo Melo                                                      | 4–6, 7–5, [10–7]            |
| 20 de fevereiro | Copa Claro Buenos Aires, Buenos Aires ATP World Tour 250 US$ 484.100 – saibro – 32S•32Q•16D | David Ferrer                                                                                   | Nicolás Almagro                                                              | 4–6, 6–3, 6–2               |
| 20 de fevereiro | Copa Claro Buenos Aires, Buenos Aires ATP World Tour 250 US$ 484.100 – saibro – 32S•32Q•16D | David Marrero Fernando Verdasco                                                                | Michal Mertiňák André Sá                                                     | 6–4, 6–4                    |
| 20 de fevereiro | Open 13 Marselha, França ATP World Tour 250 € 512.750 – duro (coberto) – 28S•32Q•16D | Juan Martin del Potro                                                                          | Michaël Llodra                                                               | 6–4, 6–4                    |
| 20 de fevereiro | Open 13 Marselha, França ATP World Tour 250 € 512.750 – duro (coberto) – 28S•32Q•16D | Nicolas Mahut Édouard Roger-Vasselin                                                           | Dustin Brown Jo-Wilfried Tsonga                                              | 3–6, 6–3, [10–6]            |
| 27 de fevereiro | Abierto Mexicano Telcel Acapulco, México ATP World Tour 500 US$ 1.115.000 – saibro – 32S•16Q•16D | David Ferrer                                                                                   | Fernando Verdasco                                                            | 6–1, 6–2                    |
| 27 de fevereiro | Abierto Mexicano Telcel Acapulco, México ATP World Tour 500 US$ 1.115.000 – saibro – 32S•16Q•16D | David Marrero Fernando Verdasco                                                                | Marcel Granollers Marc López                                                 | 6–3, 6–4                    |
| 27 de fevereiro | Dubai Duty Free Tennis Championships Dubai, Emirados Árabes Unidos ATP World Tour 500 US$ 1.700.475 – duro – 32S•16Q•16D | Roger Federer                                                                                  | Andy Murray                                                                  | 7–5, 6–4                    |
| 27 de fevereiro | Dubai Duty Free Tennis Championships Dubai, Emirados Árabes Unidos ATP World Tour 500 US$ 1.700.475 – duro – 32S•16Q•16D | Mahesh Bhupathi Rohan Bopanna                                                                  | Mariusz Fyrstenberg Marcin Matkowski                                         | 6–4, 3–6, [10–5]            |
| 27 de fevereiro | Delray Beach International Tennis Championships Delray Beach, Estados Unidos ATP World Tour 250 US$ 442.500 – duro – 32S•32Q•16D | Kevin Anderson                                                                                 | Marinko Matosevic                                                            | 6–4, 7–62                   |
| 27 de fevereiro | Delray Beach International Tennis Championships Delray Beach, Estados Unidos ATP World Tour 250 US$ 442.500 – duro – 32S•32Q•16D | Colin Fleming Ross Hutchins                                                                    | Michal Mertiňák André Sá                                                     | 2–6, 7–65, [15–13]          |

#### Março
| Semana de               | Torneio | Campeão(s)                    | Vice-campeão(s)          | Resultado        |
| ----------------------- | --- | ----------------------------- | ------------------------ | ---------------- |
| 5 de março 12 de março  | BNP Paribas Open Indian Wells, Estados Unidos ATP World Tour Masters 1000 US$ 5.536.664 – duro – 96S•48Q•32D | Roger Federer                 | John Isner               | 7–67, 6–3        |
| 5 de março 12 de março  | BNP Paribas Open Indian Wells, Estados Unidos ATP World Tour Masters 1000 US$ 5.536.664 – duro – 96S•48Q•32D | Marc López Rafael Nadal       | John Isner Sam Querrey   | 6–2, 7–63        |
| 19 de março 26 de março | Sony Ericsson Open Miami, Estados Unidos ATP World Tour Masters 1000 US$ 4.828.050 – duro – 96S•48Q•32D      | Novak Djokovic                | Andy Murray              | 6–1, 7–64        |
| 19 de março 26 de março | Sony Ericsson Open Miami, Estados Unidos ATP World Tour Masters 1000 US$ 4.828.050 – duro – 96S•48Q•32D      | Leander Paes · Radek Štěpánek | Max Mirnyi Daniel Nestor | 3–6, 6–1, [10–8] |

#### Abril
| Semana de   | Torneio | Campeão(s)                                               | Vice-campeão(s)                       | Resultado         |
| ----------- | --- | -------------------------------------------------------- | ------------------------------------- | ----------------- |
| 2 de abril  | Copa Davis: quartas de final Oropesa del Mar, Espanha – saibro Roquebrune-Cap-Martin, França – saibro Praga, República Tcheca – saibro (coberto) Buenos Aires, Argentina – saibro Competição de longa duração entre países – 16E | · Espanha · Estados Unidos · República Checa · Argentina | · Áustria · França · Sérvia · Croácia | 4–1 3–2 4–1 4–1   |
| 9 de abril  | Grand Prix Hassan II Casablanca, Marrocos ATP World Tour 250 € 398.250 – saibro – 28S•32Q•16D | Pablo Andújar                                            | Albert Ramos                          | 6–1, 7–65         |
| 9 de abril  | Grand Prix Hassan II Casablanca, Marrocos ATP World Tour 250 € 398.250 – saibro – 28S•32Q•16D | Dustin Brown Paul Hanley                                 | Daniele Bracciali Fabio Fognini       | 7–5, 6–3          |
| 9 de abril  | US Men's Clay Court Championship Houston, Estados Unidos ATP World Tour 250 US$ 442.500 – saibro – 28S•25Q•16D | Juan Mónaco                                              | John Isner                            | 6–2, 3–6, 6–3     |
| 9 de abril  | US Men's Clay Court Championship Houston, Estados Unidos ATP World Tour 250 US$ 442.500 – saibro – 28S•25Q•16D | James Blake Sam Querrey                                  | Treat Conrad Huey Dominic Inglot      | 7–614, 6–4        |
| 16 de abril | Monte-Carlo Rolex Masters Roquebrune-Cap-Martin, França ATP World Tour Masters 1000 € 2.427.975 – saibro – 56S•28Q•24D | Rafael Nadal                                             | Novak Djokovic                        | 6–3, 6–1          |
| 16 de abril | Monte-Carlo Rolex Masters Roquebrune-Cap-Martin, França ATP World Tour Masters 1000 € 2.427.975 – saibro – 56S•28Q•24D | Bob Bryan · Mike Bryan                                   | Max Mirnyi Daniel Nestor              | 6–2, 6–3          |
| 23 de abril | Barcelona Open Banc Sabadell Barcelona, Espanha ATP World Tour 500 € 2.072.500 – saibro – 56S•28Q•24D | Rafael Nadal                                             | David Ferrer                          | 7–61, 7–5         |
| 23 de abril | Barcelona Open Banc Sabadell Barcelona, Espanha ATP World Tour 500 € 2.072.500 – saibro – 56S•28Q•24D | Mariusz Fyrstenberg Marcin Matkowski                     | Marcel Granollers Marc López          | 2–6, 7–67, [10–8] |
| 23 de abril | BRD Năstase Țiriac Trophy Bucareste, Romênia ATP World Tour 250 € 450.000 – saibro – 28S•32Q•16D | Gilles Simon                                             | Fabio Fognini                         | 6–4, 6–3          |
| 23 de abril | BRD Năstase Țiriac Trophy Bucareste, Romênia ATP World Tour 250 € 450.000 – saibro – 28S•32Q•16D | Robert Lindstedt Horia Tecău                             | Jérémy Chardy Łukasz Kubot            | 7–62, 6–3         |
| 30 de abril | Serbia Open Belgrado, Sérvia ATP World Tour 250 € 418.700 – saibro – 28S•32Q•16D | Andreas Seppi                                            | Benoît Paire                          | 6–3, 6–2          |
| 30 de abril | Serbia Open Belgrado, Sérvia ATP World Tour 250 € 418.700 – saibro – 28S•32Q•16D | Jonathan Erlich Andy Ram                                 | Martin Emmrich Andreas Siljeström     | 4–6, 6–2, [10–6]  |
| 30 de abril | Estoril Open Estoril, Portugal ATP World Tour 250 € 398.250 – saibro – 28S•32Q•16D | Juan Martin del Potro                                    | Richard Gasquet                       | 6–4, 6–2          |
| 30 de abril | Estoril Open Estoril, Portugal ATP World Tour 250 € 398.250 – saibro – 28S•32Q•16D | Aisam-ul-Haq Qureshi · Jean-Julien Rojer                 | Julian Knowle David Marrero           | 7–5, 7–5          |
| 30 de abril | BMW Open Munique, Alemanha ATP World Tour 250 € 450.000 – saibro – 28S•31Q•16D | Philipp Kohlschreiber                                    | Marin Čilić                           | 7–68, 6–3         |
| 30 de abril | BMW Open Munique, Alemanha ATP World Tour 250 € 450.000 – saibro – 28S•31Q•16D | František Čermák Filip Polášek                           | Xavier Malisse Dick Norman            | 6–4, 7–5          |

#### Maio
| Semana de             | Torneio | Campeã(s)(o/ões)                                                            | Vice-campeã(s)(o/ões)                                       | Resultado          |
| --------------------- | --- | --------------------------------------------------------------------------- | ----------------------------------------------------------- | ------------------ |
| 7 de maio             | Mutua Madrid Open Madri, Espanha ATP World Tour Masters 1000 € 3.973.695 – saibro (azul) – 56S•28Q•24D             | Roger Federer                                                               | Tomáš Berdych                                               | 3–6, 7–5, 7–5      |
| 7 de maio             | Mutua Madrid Open Madri, Espanha ATP World Tour Masters 1000 € 3.973.695 – saibro (azul) – 56S•28Q•24D             | Mariusz Fyrstenberg Marcin Matkowski                                        | Robert Lindstedt Horia Tecău                                | 6–3, 6–4           |
| 14 de maio            | Internazionali BNL d'Italia Roma, Itália ATP World Tour Masters 1000 € 2.950.475 – saibro – 56S•28Q•24D            | Rafael Nadal                                                                | Novak Djokovic                                              | 7–5, 6–3           |
| 14 de maio            | Internazionali BNL d'Italia Roma, Itália ATP World Tour Masters 1000 € 2.950.475 – saibro – 56S•28Q•24D            | Marcel Granollers Marc López                                                | Łukasz Kubot Janko Tipsarević                               | 6–3, 6–2           |
| 21 de maio            | Open de Nice Cote d'Azur Nice, França ATP World Tour 250 € 450.000 – saibro – 28S•32Q•16D                          | Nicolás Almagro                                                             | Brian Baker                                                 | 6–3, 6–2           |
| 21 de maio            | Open de Nice Cote d'Azur Nice, França ATP World Tour 250 € 450.000 – saibro – 28S•32Q•16D                          | Bob Bryan Mike Bryan                                                        | Oliver Marach Filip Polášek                                 | 7–65, 6–3          |
| 21 de maio            | Power Horse World Team Cup Düsseldorf, Alemanha Competição de curta duração entre países € 1.400.000 – saibro – 8E | Sérvia · Miki Janković · Janko Tipsarević · Viktor Troicki · Nenad Zimonjić | Chéquia · Tomáš Berdych · František Čermák · Radek Štěpánek | 3–0                |
| 28 de maio 4 de junho | Torneio de Roland Garros Paris, França Grand Slam € – saibro – 128S•128Q•64D•32DM                                  | Rafael Nadal                                                                | Novak Djokovic                                              | 6–4, 6–3, 2–6, 7–5 |
| 28 de maio 4 de junho | Torneio de Roland Garros Paris, França Grand Slam € – saibro – 128S•128Q•64D•32DM                                  | Max Mirnyi · Daniel Nestor                                                  | Bob Bryan Mike Bryan                                        | 6–4, 6–4           |
| 28 de maio 4 de junho | Torneio de Roland Garros Paris, França Grand Slam € – saibro – 128S•128Q•64D•32DM                                  | Sania Mirza Mahesh Bhupathi                                                 | Klaudia Jans-Ignacik Santiago González                      | 7–63, 6–1          |

#### Junho
| Semana de              | Torneio                                                                                            | Campeã(s)(o/ões)                         | Vice-campeã(s)(o/ões)                | Resultado                 |
| ---------------------- | -------------------------------------------------------------------------------------------------- | ---------------------------------------- | ------------------------------------ | ------------------------- |
| 11 de junho            | Gerry Weber Open Halle, Alemanha ATP World Tour 250 € 750.000 – grama – 28S•24Q•16D                | Tommy Haas                               | Roger Federer                        | 7–65, 6–4                 |
| 11 de junho            | Gerry Weber Open Halle, Alemanha ATP World Tour 250 € 750.000 – grama – 28S•24Q•16D                | Aisam-ul-Haq Qureshi · Jean-Julien Rojer | Treat Conrad Huey Scott Lipsky       | 6–3, 6–4                  |
| 11 de junho            | Aegon Championships Londres, Reino Unido ATP World Tour 250 € 625.300 – grama – 56S•27Q•24D        | Marin Čilić                              | David Nalbandian                     | 36–7, 4–3, default        |
| 11 de junho            | Aegon Championships Londres, Reino Unido ATP World Tour 250 € 625.300 – grama – 56S•27Q•24D        | Max Mirnyi Daniel Nestor                 | Bob Bryan Mike Bryan                 | 6–3, 6–4                  |
| 18 de junho            | Aegon International Eastbourne, Reino Unido ATP World Tour 250 € 403.950 – grama – 28S•32Q•16D     | Andy Roddick                             | Andreas Seppi                        | 6–3, 6–2                  |
| 18 de junho            | Aegon International Eastbourne, Reino Unido ATP World Tour 250 € 403.950 – grama – 28S•32Q•16D     | Colin Fleming Ross Hutchins              | Jamie Delgado Ken Skupski            | 6–4, 6–3                  |
| 18 de junho            | Unicef Open 's-Hertogenbosch, Países Baixos ATP World Tour 250 US$ 398.250 – grama – 32S•32Q•16D   | David Ferrer                             | Philipp Petzschner                   | 6–3, 6–4                  |
| 18 de junho            | Unicef Open 's-Hertogenbosch, Países Baixos ATP World Tour 250 US$ 398.250 – grama – 32S•32Q•16D   | Robert Lindstedt Horia Tecău             | Juan Sebastián Cabal Dmitry Tursunov | 6–3, 7–61                 |
| 25 de junho 2 de julho | Torneio de Wimbledon Londres, Reino Unido Grand Slam £ 7.450.200 – grama – 128S•128Q•64D•16QD•48DM | Roger Federer                            | Andy Murray                          | 4–6, 7–5, 6–3, 6–4        |
| 25 de junho 2 de julho | Torneio de Wimbledon Londres, Reino Unido Grand Slam £ 7.450.200 – grama – 128S•128Q•64D•16QD•48DM | Jonathan Marray · Frederik Nielsen       | Robert Lindstedt Horia Tecău         | 4–6, 6–4, 7–65, 56–7, 6–3 |
| 25 de junho 2 de julho | Torneio de Wimbledon Londres, Reino Unido Grand Slam £ 7.450.200 – grama – 128S•128Q•64D•16QD•48DM | Lisa Raymond Mike Bryan                  | Elena Vesnina Leander Paes           | 6–3, 5–7, 6–4             |

#### Julho
| Semana de   | Torneio | Campeã(s)(o/ões)                   | Vice-campeã(s)(o/ões)                       | Resultado          |
| ----------- | --- | ---------------------------------- | ------------------------------------------- | ------------------ |
| 9 de julho  | Skistar Swedish Open Båstad, Suécia ATP World Tour 250 € 410.175 – saibro – 28S•32Q•16D                                   | David Ferrer                       | Nicolás Almagro                             | 6–2, 6–2           |
| 9 de julho  | Skistar Swedish Open Båstad, Suécia ATP World Tour 250 € 410.175 – saibro – 28S•32Q•16D                                   | Robert Lindstedt · Horia Tecău     | Alexander Peya Bruno Soares                 | 6–3, 7–65          |
| 9 de julho  | Campbell's Hall of Fame Tennis Championships Newport, Estados Unidos ATP World Tour 250 US$ 398.250 – grama – 32S•32Q•16D | John Isner                         | Lleyton Hewitt                              | 7–61, 6–4          |
| 9 de julho  | Campbell's Hall of Fame Tennis Championships Newport, Estados Unidos ATP World Tour 250 US$ 398.250 – grama – 32S•32Q•16D | Santiago González Scott Lipsky     | Colin Fleming Ross Hutchins                 | 7–63, 6–3          |
| 9 de julho  | MercedesCup Stuttgart, Alemanha ATP World Tour 250 € 410.175 – saibro – 28S•30Q•16D                                       | Janko Tipsarević                   | Juan Mónaco                                 | 6–4, 5–7, 6–3      |
| 9 de julho  | MercedesCup Stuttgart, Alemanha ATP World Tour 250 € 410.175 – saibro – 28S•30Q•16D                                       | Jérémy Chardy Łukasz Kubot         | Michal Mertiňák André Sá                    | 6–1, 6–3           |
| 9 de julho  | Vegeta Croatia Open Umag Umago, Croácia ATP World Tour 250 € 358.425 – saibro – 28S•32Q•16D                               | Marin Čilić                        | Marcel Granollers                           | 6–4, 6–2           |
| 9 de julho  | Vegeta Croatia Open Umag Umago, Croácia ATP World Tour 250 € 358.425 – saibro – 28S•32Q•16D                               | David Marrero Fernando Verdasco    | Marcel Granollers Marc López                | 6–3, 7–64          |
| 16 de julho | bet-at-home Open Hamburgo, Alemanha ATP World Tour 500 € 1.015.000 – saibro – 32S•16Q•16D                                 | Juan Mónaco                        | Tommy Haas                                  | 7–5, 6–4           |
| 16 de julho | bet-at-home Open Hamburgo, Alemanha ATP World Tour 500 € 1.015.000 – saibro – 32S•16Q•16D                                 | David Marrero Fernando Verdasco    | Rogério Dutra Silva Daniel Muñoz de la Nava | 6–4, 6–3           |
| 16 de julho | BB&T Atlanta Open Atlanta, Estados Unidos ATP World Tour 250 US$ 477.900 – duro – 28S•32Q•16D                             | Andy Roddick                       | Gilles Müller                               | 1–6, 7–62, 6–2     |
| 16 de julho | BB&T Atlanta Open Atlanta, Estados Unidos ATP World Tour 250 US$ 477.900 – duro – 28S•32Q•16D                             | Matthew Ebden · Ryan Harrison      | Xavier Malisse Michael Russell              | 6–3, 3–6, [10–6]   |
| 16 de julho | Credit Agricole Suisse Open Gstaad Gstaad, Suíça ATP World Tour 250 € 358.425 – saibro – 28S•32Q•16D                      | Thomaz Bellucci                    | Janko Tipsarević                            | 66–7, 6–4, 6–2     |
| 16 de julho | Credit Agricole Suisse Open Gstaad Gstaad, Suíça ATP World Tour 250 € 358.425 – saibro – 28S•32Q•16D                      | Marcel Granollers Marc López       | Robert Farah Santiago Giraldo               | 6–4, 7–69          |
| 23 de julho | bet-at-home Cup Kitzbühel, Áustria ATP World Tour 250 € 410.175 – saibro – 28S•26Q•16D                                    | Robin Haase                        | Philipp Kohlschreiber                       | 26–7, 6–3, 6–2     |
| 23 de julho | bet-at-home Cup Kitzbühel, Áustria ATP World Tour 250 € 410.175 – saibro – 28S•26Q•16D                                    | František Čermák Julian Knowle     | Dustin Brown Paul Hanley                    | 7–64, 3–6, [12–10] |
| 23 de julho | Farmers Classic Los Angeles, Estados Unidos ATP World Tour 250 US$ 557.550 – duro – 28S•32Q•16D                           | Sam Querrey                        | Ričardas Berankis                           | 6–0, 6–2           |
| 23 de julho | Farmers Classic Los Angeles, Estados Unidos ATP World Tour 250 US$ 557.550 – duro – 28S•32Q•16D                           | Ruben Bemelmans · Xavier Malisse   | Jamie Delgado Ken Skupski                   | 7–65, 4–6, [10–7]  |
| 30 de julho | Jogos Olímpicos Londres, Reino Unido Jogos Olímpicos de Verão grama – 64S•32D•16DM                                        | Ouro                               | Prata                                       |                    |
| 30 de julho | Jogos Olímpicos Londres, Reino Unido Jogos Olímpicos de Verão grama – 64S•32D•16DM                                        | Andy Murray                        | Roger Federer                               | 6–2, 6–1, 6–4      |
| 30 de julho | Jogos Olímpicos Londres, Reino Unido Jogos Olímpicos de Verão grama – 64S•32D•16DM                                        | Bob Bryan Mike Bryan               | Michaël Llodra Jo-Wilfried Tsonga           | 6–4, 7–62          |
| 30 de julho | Jogos Olímpicos Londres, Reino Unido Jogos Olímpicos de Verão grama – 64S•32D•16DM                                        | Victoria Azarenka Max Mirnyi       | Laura Robson Andy Murray                    | 2–6, 6–3, [10–8]   |
| 30 de julho | Jogos Olímpicos Londres, Reino Unido Jogos Olímpicos de Verão grama – 64S•32D•16DM                                        | Bronze                             | Quarto lugar                                |                    |
| 30 de julho | Jogos Olímpicos Londres, Reino Unido Jogos Olímpicos de Verão grama – 64S•32D•16DM                                        | Juan Martin del Potro              | Novak Djokovic                              | 7–5, 6–4           |
| 30 de julho | Jogos Olímpicos Londres, Reino Unido Jogos Olímpicos de Verão grama – 64S•32D•16DM                                        | Julien Benneteau Richard Gasquet   | David Ferrer Feliciano López                | 7–64, 6–2          |
| 30 de julho | Jogos Olímpicos Londres, Reino Unido Jogos Olímpicos de Verão grama – 64S•32D•16DM                                        | Lisa Raymond Mike Bryan            | Sabine Lisicki Christopher Kas              | 6–3, 4–6, [10-4]   |
| 30 de julho | Citi Open Washington, Estados Unidos ATP World Tour 500 US$ 1.049.760 – duro – 32S•16Q•16D                                | Alexandr Dolgopolov                | Tommy Haas                                  | 76–7, 6–4, 6–1     |
| 30 de julho | Citi Open Washington, Estados Unidos ATP World Tour 500 US$ 1.049.760 – duro – 32S•16Q•16D                                | Treat Conrad Huey · Dominic Inglot | Kevin Anderson Sam Querrey                  | 7–67, 96–7, [10–5] |

#### Agosto
| Semana de                  | Torneio | Campeã(s)(o/ões)                  | Vice-campeã(s)(o/ões)          | Resultado                 |
| -------------------------- | --- | --------------------------------- | ------------------------------ | ------------------------- |
| 6 de agosto                | Rogers Cup Toronto, Canadá ATP World Tour Masters 1000 US$ 2.648.700 – duro – 48S•24Q•24D                         | Novak Djokovic                    | Richard Gasquet                | 6–3, 6–2                  |
| 6 de agosto                | Rogers Cup Toronto, Canadá ATP World Tour Masters 1000 US$ 2.648.700 – duro – 48S•24Q•24D                         | Bob Bryan · Mike Bryan            | Marcel Granollers Marc López   | 6–1, 4–6, [12–10]         |
| 13 de agosto               | Western & Southern Open Cincinnati, Estados Unidos ATP World Tour Masters 1000 US$ 2.825.280 – duro – 56S•28Q•24D | Roger Federer                     | Novak Djokovic                 | 6–0, 7–67                 |
| 13 de agosto               | Western & Southern Open Cincinnati, Estados Unidos ATP World Tour Masters 1000 US$ 2.825.280 – duro – 56S•28Q•24D | Robert Lindstedt Horia Tecău      | Mahesh Bhupathi Rohan Bopanna  | 6–4, 6–4                  |
| 20 de agosto               | Winston-Salem Open Winston-Salem, Estados Unidos ATP World Tour 250 US$ 553.125 – duro – 48S•32Q•16D              | John Isner                        | Tomáš Berdych                  | 3–6, 6–4, 7–69            |
| 20 de agosto               | Winston-Salem Open Winston-Salem, Estados Unidos ATP World Tour 250 US$ 553.125 – duro – 48S•32Q•16D              | Santiago González Scott Lipsky    | Pablo Andújar Leonardo Mayer   | 6–3, 4–6, [10–2]          |
| 27 de agosto 3 de setembro | US Open Nova York, Estados Unidos Grand Slam US$ 11.777.000 – duro – 128S•128Q•64D•32DM                           | Andy Murray                       | Novak Djokovic                 | 7–610, 7–5, 2–6, 3–6, 6–2 |
| 27 de agosto 3 de setembro | US Open Nova York, Estados Unidos Grand Slam US$ 11.777.000 – duro – 128S•128Q•64D•32DM                           | Bob Bryan Mike Bryan              | Leander Paes Radek Štěpánek    | 6–3, 6–4                  |
| 27 de agosto 3 de setembro | US Open Nova York, Estados Unidos Grand Slam US$ 11.777.000 – duro – 128S•128Q•64D•32DM                           | Ekaterina Makarova · Bruno Soares | Květa Peschke Marcin Matkowski | 86–7, 6–1, [12–10]        |

#### Setembro
| Semana de      | Torneio | Campeão(s)                           | Vice-campeão(s)                  | Resultado        |
| -------------- | --- | ------------------------------------ | -------------------------------- | ---------------- |
| 10 de setembro | Copa Davis: semifinais Gijón, Espanha – saibro Buenos Aires, Argentina – saibro Competição de longa duração entre países – 16E | · Espanha · República Checa          | · Estados Unidos · Argentina     | 3–1 3–2          |
| 17 de setembro | Moselle Open Metz, França ATP World Tour 250 € 450.000 – duro (coberto) – 28S•32Q•16D                                          | Jo-Wilfried Tsonga                   | Andreas Seppi                    | 6–1, 6–2         |
| 17 de setembro | Moselle Open Metz, França ATP World Tour 250 € 450.000 – duro (coberto) – 28S•32Q•16D                                          | Nicolas Mahut Édouard Roger-Vasselin | Johan Brunström Frederik Nielsen | 7–63, 6–4        |
| 17 de setembro | St. Petersburg Open São Petersburgo, Rússia ATP World Tour 250 US$ 410.850 – duro (coberto) – 32S•20Q•16D                      | Martin Kližan                        | Fabio Fognini                    | 6–2, 6–3         |
| 17 de setembro | St. Petersburg Open São Petersburgo, Rússia ATP World Tour 250 US$ 410.850 – duro (coberto) – 32S•20Q•16D                      | Rajeev Ram Nenad Zimonjić            | Lukáš Lacko Igor Zelenay         | 6–2, 4–6, [10–6] |
| 24 de setembro | Thailand Open Bangkok, Tailândia ATP World Tour 250 US$ 551.000 – duro (coberto) – 28S•30Q•16D                                 | Richard Gasquet                      | Gilles Simon                     | 6–2, 6–1         |
| 24 de setembro | Thailand Open Bangkok, Tailândia ATP World Tour 250 US$ 551.000 – duro (coberto) – 28S•30Q•16D                                 | Lu Yen-hsun · Danai Udomchoke        | Eric Butorac Paul Hanley         | 6–3, 6–4         |
| 24 de setembro | Malaysian Open Kuala Lumpur, Malásia ATP World Tour 250 US$ 850.000 – duro (coberto) – 28S•19Q•16D                             | Juan Mónaco                          | Julien Benneteau                 | 7–5, 4–6, 6–3    |
| 24 de setembro | Malaysian Open Kuala Lumpur, Malásia ATP World Tour 250 US$ 850.000 – duro (coberto) – 28S•19Q•16D                             | Alexander Peya Bruno Soares          | Colin Fleming Ross Hutchins      | 5–7, 7–5, [10–7] |

#### Outubro
| Semana de     | Torneio | Campeão(s)                         | Vice-campeão(s)                        | Resultado         |
| ------------- | --- | ---------------------------------- | -------------------------------------- | ----------------- |
| 1º de outubro | China Open Pequim, China ATP World Tour 500 US$ 2.205.000 – duro – 32S•16Q•16D                              | Novak Djokovic                     | Jo-Wilfried Tsonga                     | 7–64, 6–2         |
| 1º de outubro | China Open Pequim, China ATP World Tour 500 US$ 2.205.000 – duro – 32S•16Q•16D                              | Bob Bryan Mike Bryan               | Carlos Berlocq Denis Istomin           | 6–3, 6–2          |
| 1º de outubro | Rakuten Japan Open Tennis Championships Tóquio, Japão ATP World Tour 500 US$ 1.280.565 – duro – 32S•16Q•16D | Kei Nishikori                      | Milos Raonic                           | 7–65, 3–6, 6–0    |
| 1º de outubro | Rakuten Japan Open Tennis Championships Tóquio, Japão ATP World Tour 500 US$ 1.280.565 – duro – 32S•16Q•16D | Alexander Peya Bruno Soares        | Leander Paes Radek Štěpánek            | 6–3, 7–65         |
| 8 de outubro  | Shanghai Rolex Masters Xangai, China ATP World Tour Masters 1000 US$ 3.531.600 – duro – 56S•28Q•24D         | Novak Djokovic                     | Andy Murray                            | 5–7, 7–611, 6–3   |
| 8 de outubro  | Shanghai Rolex Masters Xangai, China ATP World Tour Masters 1000 US$ 3.531.600 – duro – 56S•28Q•24D         | Leander Paes Radek Štěpánek        | Mahesh Bhupathi Rohan Bopanna          | 76–7, 6–3, [10–5] |
| 15 de outubro | If Stockholm Open Estocolmo, Suécia ATP World Tour 250 € 486.750 – duro (coberto) – 28S•28Q•16D             | Tomáš Berdych                      | Jo-Wilfried Tsonga                     | 4–6, 6–4, 6–4     |
| 15 de outubro | If Stockholm Open Estocolmo, Suécia ATP World Tour 250 € 486.750 – duro (coberto) – 28S•28Q•16D             | Marcelo Melo Bruno Soares          | Robert Lindstedt Nenad Zimonjić        | 46–7, 7–5, [10–6] |
| 15 de outubro | Kremlin Cup Moscou, Rússia ATP World Tour 250 US$ 673.150 – duro (coberto) – 28S•32Q•16D                    | Andreas Seppi                      | Thomaz Bellucci                        | 3–6, 7–63, 6–3    |
| 15 de outubro | Kremlin Cup Moscou, Rússia ATP World Tour 250 US$ 673.150 – duro (coberto) – 28S•32Q•16D                    | František Čermák · Michal Mertiňák | Simone Bolelli Daniele Bracciali       | 7–5, 6–3          |
| 15 de outubro | Erste Bank Open Viena, Áustria ATP World Tour 250 € 550.000 – duro (coberto) – 28S•29Q•16D                  | Juan Martin del Potro              | Grega Žemlja                           | 7–5, 6–3          |
| 15 de outubro | Erste Bank Open Viena, Áustria ATP World Tour 250 € 550.000 – duro (coberto) – 28S•29Q•16D                  | Andre Begemann · Martin Emmrich    | Julian Knowle Filip Polášek            | 6–4, 3–6, [10–4]  |
| 22 de outubro | Swiss Indoors Basileia, Suíça ATP World Tour 500 € 1.934.300 – duro (coberto) – 32S•16Q•16D                 | Juan Martin del Potro              | Roger Federer                          | 6–4, 56–7, 7–63   |
| 22 de outubro | Swiss Indoors Basileia, Suíça ATP World Tour 500 € 1.934.300 – duro (coberto) – 32S•16Q•16D                 | Daniel Nestor · Nenad Zimonjić     | Treat Conrad Huey                      | 7–5, 46–7, [10–5] |
| 22 de outubro | Valencia Open 500 Valência, Espanha ATP World Tour 500 € 1.424.850 – duro (coberto) – 32S•16Q•16D           | David Ferrer                       | Alexandr Dolgopolov                    | 6–1, 3–6, 6–4     |
| 22 de outubro | Valencia Open 500 Valência, Espanha ATP World Tour 500 € 1.424.850 – duro (coberto) – 32S•16Q•16D           | Alexander Peya Bruno Soares        | David Marrero Fernando Verdasco        | 6–3, 6–2          |
| 29 de outubro | BNP Paribas Masters Paris, França ATP World Tour Masters 1000 € 2.427.975 – duro (coberto) – 48S•24Q•24D    | David Ferrer                       | Jerzy Janowicz                         | 6–4, 6–3          |
| 29 de outubro | BNP Paribas Masters Paris, França ATP World Tour Masters 1000 € 2.427.975 – duro (coberto) – 48S•24Q•24D    | Mahesh Bhupathi · Rohan Bopanna    | Aisam-ul-Haq Qureshi Jean-Julien Rojer | 7–66, 6–3         |

#### Novembro
| Semana de      | Torneio | Campeão(s)                                                                 | Vice-campeão(s)                                                           | Resultado        |
| -------------- | --- | -------------------------------------------------------------------------- | ------------------------------------------------------------------------- | ---------------- |
| 5 de novembro  | Barclays ATP World Tour Finals Londres, Reino Unido Torneio de fim de temporada US$ 5.500.000 – duro (coberto) – 8S•8D | Novak Djokovic                                                             | Roger Federer                                                             | 7–66, 7–5        |
| 5 de novembro  | Barclays ATP World Tour Finals Londres, Reino Unido Torneio de fim de temporada US$ 5.500.000 – duro (coberto) – 8S•8D | Marcel Granollers Marc López                                               | Mahesh Bhupathi Rohan Bopanna                                             | 7–5, 3–6, [10–3] |
| 12 de novembro | Copa Davis: final Praga, República Tcheca – duro (coberto) Competição de longa duração entre países – 16E              | República Checa · Tomáš Berdych · Ivo Minář · Lukáš Rosol · Radek Štěpánek | Espanha · Nicolás Almagro · David Ferrer · Marcel Granollers · Marc López | 3–2              |